# Zasada odpowiedzialności (administracja)
Zasada odpowiedzialności – zasada dotycząca odpowiedzialności zarówno urzędnika jak i państwa za szkody wyrządzone przez administrację.

## Historia
Zasada ta pojawiła się w XIX wieku. W monarchii absolutnej jednostka pozostawała bezbronna wobec nadużyć ze strony administracji, stąd odpowiedzialność odszkodowawcza organu administracji na drodze sądowej była wykluczona. Dopiero francuska doktryna rewolucyjna oraz zasady przyjęte w państwie prawnym spowodowały, że podobnie jak w stosunkach cywilnoprawnych - szkody wyrządzone obywatelom przez organ administracji państwowej zaczęły rodzić określone skutki prawne. Uznano, że obowiązek odszkodowawczy nie tylko zapewnia lepszą ochronę interesów obywateli, lecz także wpływa korzystnie na sprawność funkcjonowania samego aparatu administracyjnego.